# Koninklijk
Koninklijk o Koninklijke ([ˌkɔnɪŋklək(ə)], in anglosassone Royal) è un titolo onorifico assegnato in Belgio e nei Paesi Bassi dal Re o dalla Regina del rispettivo paese ad alcune associazioni non a scopo di lucro.

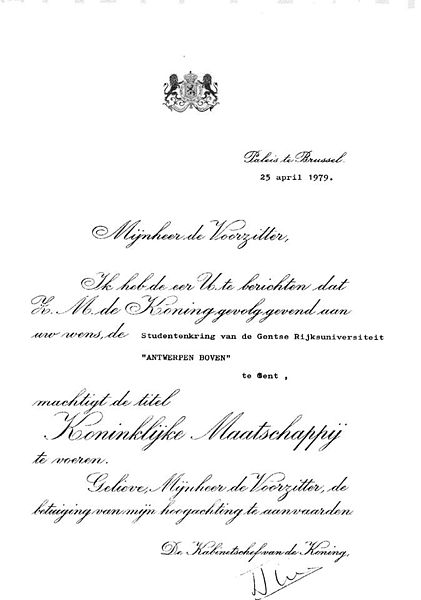
Open brief waarbij het predicaat wordt toegekend aan de Gentse studentenvereniging Antwerpen Boven (Lettera aperta in cui la designazione viene assegnata all'associazione studentesca di Gand Antwerpen Boven)

## Storia
Il titolo venne introdotto da Luigi Bonaparte nel 1807, all'epoca sovrano dei Paesi Bassi, premiando con tale titolo le associazioni culturali. Le aziende premiate con il titolo Koninklijk posso scegliere di sostituirlo con il titolo inglese Royal.

## Nei Paesi Bassi

Pubblicità di KLM del 1919 (Koninklijke Luchtvaart Maatschappij)

Il Re dei Paesi Bassi ha il diritto di assegnare il titolo ad un'associazione o ad un'azienda.
Per essere candidata al titolo onorifico l'azienda o l'associazione devono rispettare le seguenti condizioni:
- dev'essere il leader nel proprio settore di competenza;
- deve avere importanza a livello nazionale;
- deve avere almeno 100 anni d'attività.

Di norma il sovrano assegna un solo titolo reale per ramo di attività. Organizzazioni mediche e finanziarie, così come quelle politiche e religiose non possono ambire al titolo onorifico.

## In Belgio
Il Re del Belgio può assegnare il titolo ad un'azienda o associazione che abbia compiuto almeno 50 anni di attività. Anche se vi sono rare eccezioni, quando assumono una grande importanza per la società.